# Lars Lindbergh
Lars Lindbergh, född den 31 oktober 1964 i Östhammar, är en svensk ekonom som åren 2007–2012 var rektor för Handelshögskolan i Umeå.
Lindbergh bodde i tidiga år i Vallentuna, därefter i Sydafrika innan familjen i början av 1970-talet rotade sig utanför Hudiksvall. I gymnasiet läste han till maskiningenjör, med avbrott för ett år som utbytesstudent i USA. 
Efter värnplikten på Hälsinge flygflottilj (F 15) i Söderhamn 1985–1986 blev han antagen till Flygvapnets officershögskola i Halmstad och läste där två år han tog tjänstledigt för att läsa ekonomi på Handelshögskolan vid Umeå universitet.
Efter examen började han 1992 undervisa på Handelshögskolan, något han fortsatt med till 2003 – och på vägen belönats med flera pedagogiska priser. Har tidvis även arbetat som privatrådgivare på Sparbanken Norrland i Umeå.
År 1994 började han forska och disputerade 2003 inom financial accounting (redovisning). Därefter har han verkat som lektor vid Handelshögskolan, och var åren 2005–2007 invald i skolans styrelse.